# Kiantar
Kiantar is een bestuurslaag in het regentschap Sumbawa Barat van de provincie West-Nusa Tenggara, Indonesië. Kiantar telt 959 inwoners (volkstelling 2010).